# Paracaloptenus
Paracaloptenus is een geslacht van rechtvleugeligen uit de familie veldsprinkhanen (Acrididae). De wetenschappelijke naam van dit geslacht is voor het eerst geldig gepubliceerd in 1876 door Bolívar.

## Soorten
Het geslacht Paracaloptenus omvat de volgende soorten:
- Paracaloptenus bolivari Uvarov, 1942
- Paracaloptenus caloptenoides Brunner von Wattenwyl, 1861
- Paracaloptenus cristatus Willemse, 1973